# Май Цзяньпэн
Май Цзяньпэн (кит. 麦建鹏; род. 2 июля 1989, Гуанчжоу, Китай) — китайский спортсмен-парабадминтонист. Двукратный чемпион летних Паралимпийских игр в парном разряде.

## Биография
На летних Паралимпийских играх 2020 в Токио «золото» в парном (классы WH1-WH2) разрядах. В одиночном разряде (класс WH2) в группе победил японца тайца Думнерна Джунтхонга и британца Мартина Рука, в полуфинале проиграл южнокорейскому спортсмену Ким Кён Хуну. В парном разряде в команде с Цюй Цзымо в группе победил японцев Дайки Кадзивару и Хироси Мураяму и немцев Томаса Вандшнайдера и Ён-чин Ми, в полуфинале — Кадзивару и Мураяму, а в финале команду из Республики Корея — Ким Чжун Чжуна и Ли Дон Сопа.
На летних Паралимпийских играх 2024 в Париже вновь стал обладателем золотой медали в парном разряде. В одиночном разряде (класс WH2) в группе занял 2-е место, проиграв корейцу Ю Су Ёну и победив немца Рика Корнелла Хеллмана, и не прошёл в плей-офф. В парном разряде в команде с Цюй Цзымо в группе победил немцев Томаса Вандшнайдера и Рика Корнелла Хеллмана, малайцев Нура Азвана Нурлана и Мухаммада Ихван Рамли и японцев Дайки Кадзивару и Хироси Мураяму, в полуфинале — вновь Кадзивару и Мураяму, а в финале команду из Республики Корея — Чон Джэ Гуна и Ю Су Ёна.